# Stade athlétique spinalien
Vous lisez un « article de qualité » labellisé en 2015.
Maillots
Actualités
Dernière mise à jour : 1er octobre 2024.
Le Stade athlétique spinalien, couramment abrégé en SA spinalien ou SAS Épinal, est un club de football français fondé en 1941 par fusion de deux clubs et basé à Épinal dans les Vosges.
Le SAS participe pour la première fois au championnat de France amateurs (en 1948 et remporte son groupe en 1953. Ces premiers résultats sont toutefois suivis d'une première crise, le club spinalien retrouvant le niveau régional deux ans plus tard.
Le SAS, remonté en Division 3 en 1971, est promu en Division 2 en 1974 où il enchaîne maints exercices honorables. Toutefois, le club, locataire du stade de la Colombière depuis sa fondation, est marqué par une seconde crise après sa relégation en 1979 et se retrouve en Division 4 deux ans plus tard. Remontant progressivement, le club retrouve la Division 2 en 1990 et adopte le statut professionnel. Au cours des années 1990, le SAS oscille entre Division 2 et National, jusqu'à son dépôt de bilan, prononcé en 1998.
Contraint de redémarrer en Division d'Honneur, le club spinalien retrouve les championnats nationaux en 2003. Il faut attendre 2011 pour que le club remonte en National, niveau auquel il participe épisodiquement depuis. Le club est présidé par Yves Bailly.
Le club retrouve le championnat de National à l'issue de la saison 2022-2023 après six saisons en National 2. Pour la saison 2024-2025, le club joue dans le championnat de National 2.

## Histoire

### Clubs spinaliens avant la fusion (1909-1941)
Le premier club de football fondé à Épinal est le Club sportif spinalien[réf. nécessaire], déclaré le 20 février 1909 comme association vouée au sport et aux activités en plein air. Le CSS participe à partir de 1916 aux championnats de l'Union des sociétés françaises de sports athlétiques (USFSA). Parallèlement, un autre club, le Stade Saint-Michel, du nom du quartier homonyme, est fondé en  1918. Le Club sportif spinalien devient quant à lui l'Union sportive spinalienne en 1921, puis change à nouveau de nom pour devenir Athlétic Club spinalien en 1928. Son siège est alors situé au Grand Café, rue du Boudiou.

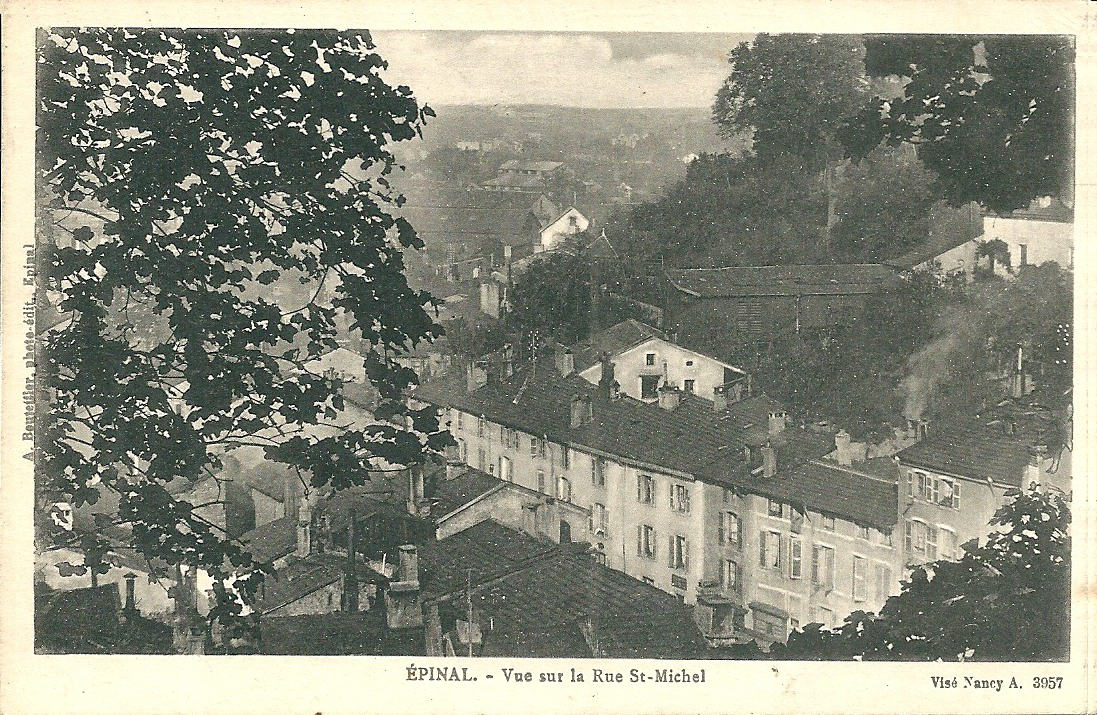
Le quartier Saint-Michel d'Épinal, à l'époque de la fondation du club homonyme.

L'AC Spinalien participe aux championnats de la Ligue lorraine de football à partir de 1921, et le Stade Saint-Michel à partir de 1923. Les deux clubs, « excellents amis mais rivaux sportifs », se rencontrent alors régulièrement en championnat.

### Débuts prometteurs suivis d'une première crise (1941-1964)
| \| Épinal \| Le club est basé à Épinal · dans les Vosges. |
| Épinal                                                    |

Le Stade athlétique spinalien est fondé le 15 janvier 1941 par fusion du Stade Saint-Michel et de l'Athletic club spinalien,. Cette fusion est la concrétisation d'un souhait émis bien plus tôt dans la cité des images, celui de créer un grand club qui puisse avoir accès à davantage de ressources et de moyens que ces deux prédécesseurs. Les mécènes respectifs des deux clubs, deux industriels du textile, le catholique Max Prud'homme pour le Stade Saint-Michel, et le protestant Georges Laederich pour l'ACS, ont contribué à cette fusion.
Le nouveau SAS est l'un des cinq clubs lorrains à être autorisé à participer au championnat de France amateur organisé en 1943-1944.
Participant d'abord aux championnats du District des Vosges, le SA spinalien est intégré en 1945 au championnat de Promotion d'Honneur (PH) de la Ligue de Lorraine, alors premièr niveau régional et finit cinquième à l'issue de sa première saison à ce niveau. Vainqueur de son groupe en PH en 1947, le SAS est ensuite promu en Division d'Honneur (DH), l'élite régionale. Après avoir terminé quatrième de Division d'Honneur et en raison de la non-conformité du stade de l'ES Piennes initialement qualifié, le club spinalien participe l'année suivante à la première édition du championnat de France amateur (saison 1948-1949). Le SAS se maintiendra dans ce championnat six années consécutives.
À l'issue de sa première saison de CFA, le SAS finit à la septième place, entre le FC Mulhouse et le FC Gueugnon. À partir de 1949, l'équipe, entraînée par David Ickovitz, surnommé « Coco » David, réalise ses premières performances remarquables, se plaçant notamment deuxième du groupe Est en 1950 et 1951,, et première en 1953,}</ref group="note"> En phase finale, le SAS est tenu en échec par la réserve de l'UA Sedan-Torcy (0-0) et s'incline 2-0 face à la réserve des Girondins de Bordeaux.
Ces résultats satisfaisants ne s'inscrivent cependant pas dans la durée. En effet, dès la saison suivante, le club finit à la douzième place et est ainsi relégué en Division d'Honneur. Malgré cela, le club atteint cette année-là pour la première fois les trente-deuxièmes de finale Coupe de France.
De retour en DH, le SAS finit onzième en fin de saison et est relégué en Promotion d'Honneur (PH). C'est le début d'une « traversée du désert » qui durera dix ans. Le club ne reste toutefois qu'une seule saison au deuxième niveau régional. Premier de son groupe, il réalise par ailleurs cette année-là l'un des plus beaux parcours de son histoire en Coupe de France, atteignant les seizièmes de finale de l'édition 1955-1956. Accédant ainsi de nouveau au championnat de Division d'Honneur, il le remporte deux ans plus tard en 1958 et retrouve ainsi le CFA, où il ne se distingue guère.
Après deux saisons au meilleur niveau amateur, le SAS, à égalité de points avec l'ASCA Wittelsheim qui elle se maintient, est relégué en DH à l'issue de la saison 1960-1961, où il ne se maintiendra pas. Dernier avec treize points, le SA spinalien retombe alors en PH. Les Boutons d'or restent deux saisons à ce niveau, puis, entraîné Jean-Claude Kuhnapfel, sont vainqueurs de leur groupe en 1964, retrouvant ainsi la Division d'Honneur la saison suivante.

### Émergence et premières apparitions en Division 2 (1964-1979)
À la fin des années 1960, le Stade athlétique spinalien qui évolue en Division d'Honneur s'illustre à nouveau, terminant notamment vice-champion à trois reprises, de 1966 à 1968,,. En 1962, Me Cousin est devenu président. Décrit comme un « homme discret et souriant », les historiens du football lorrain lui attribuent l'apport d'une certaine stabilité dans le club. C'est notamment lui qui fait revenir Coco David au poste d'entraîneur en 1969. Sous les ordres de ce dernier, le SAS est sacré champion de Division d'Honneur en 1971 et accède ainsi au championnat de France de Division 3, niveau duquel les Spinaliens sont alors absents depuis dix ans.
Pour sa première saison en D3, l'équipe termine à une satisfaisante cinquième place. Après un bon exercice 1973-1974, et en vertu du refus de la Fédération française de football d'intégrer l'AS Mutzig en Division 2, le SAS, deuxième de son groupe, accède pour la première fois de son histoire au deuxième échelon du football français,. Cette montée accroit considérablement l'intérêt des spinaliens pour le club, ce qui se traduit notamment par des moyennes d'affluence démultipliées. L'engouement populaire va au-delà des attentes des joueurs et dirigeants. D'un point de vue sportif, toutefois, la première saison est difficile puisque le SA Épinal obtient son maintien lors de l'avant-dernière journée et termine premier non-relégable du groupe B. En 1975-1976, bien que renforcé par l'arrivée de l'international yougoslave Ivica Hlevnjak, le SAS vit une saison très compliquée et termine à la douzième place du classement en battant l'AS Cannes lors de la dernière journée.
La saison 1976-1977 est considérée comme l'une des plus réussies par le club spinalien en Division 2. L'équipe occupe en effet la tête du groupe B en début de saison, avant de toutefois descendre de quelques places au classement. Les Boutons d'or réalisent notamment cette année-là l'exploit de battre le RC Strasbourg, futur vainqueur du groupe, faisant ainsi oublier la défaite 5-0 du match aller. Ils terminent la saison à la septième place. En 1977-1978, le SAS mené par l'attaquant Santos Brown réalise encore un exercice honorable, finissant sixième.
Paradoxalement, le public se fait plus rare dans les tribunes du stade de la Colombière, et la saison suivante, le club spinalien subit le départ de très nombreux joueurs. Marquée de surcroit par de très nombreuses blessures en cours de saison, la saison 1978-1979 est extrêmement difficile pour le club. Seizième du groupe A, le SAS est relégué en Division 3. Le président du club, M. Staub, présente alors sa démission.

### Entre Divisions 3 et 4 (1979-1990)
À partir de la fin des années 1970, le SAS entre dans une nouvelle période de crise. Sixième de son groupe de Division 3 1979-1980, il ne parvient pas à s'y maintenir la saison suivante et est relégué en Division 4,. Le SAS reste trois saisons à ce niveau. Deuxième du groupe C en 1984, derrière le FC Thionville, il remonte en Division 3.
Pour son retour au troisième échelon, le SA Épinal finit septième du groupe Est en 1985. La saison 1985-1986 est plus compliquée, puisque l'équipe termine à la onzième place, à cinq points du premier relégable. Les résultats du SAS sont alors irréguliers d'une saison à l'autre. Septième en exercice 1987, quatrième en 1988, neuvième avec deux points d'avance sur le premier relégable l'année suivante, il faut attendre 1989-1990 pour que le SAS décroche un titre de vainqueur de groupe, lui permettant ainsi de retrouver la Division 2. Le club, entraîné par Pierre Pleimelding depuis 1986, est alors assuré de finir champion quatre journées avant la fin du championnat, le 21 avril 1990, après une victoire 2-1 contre la réserve du Racing Paris 1.

### Retour au premier plan, professionnalisme, puis dépôt de bilan (1990-1998)

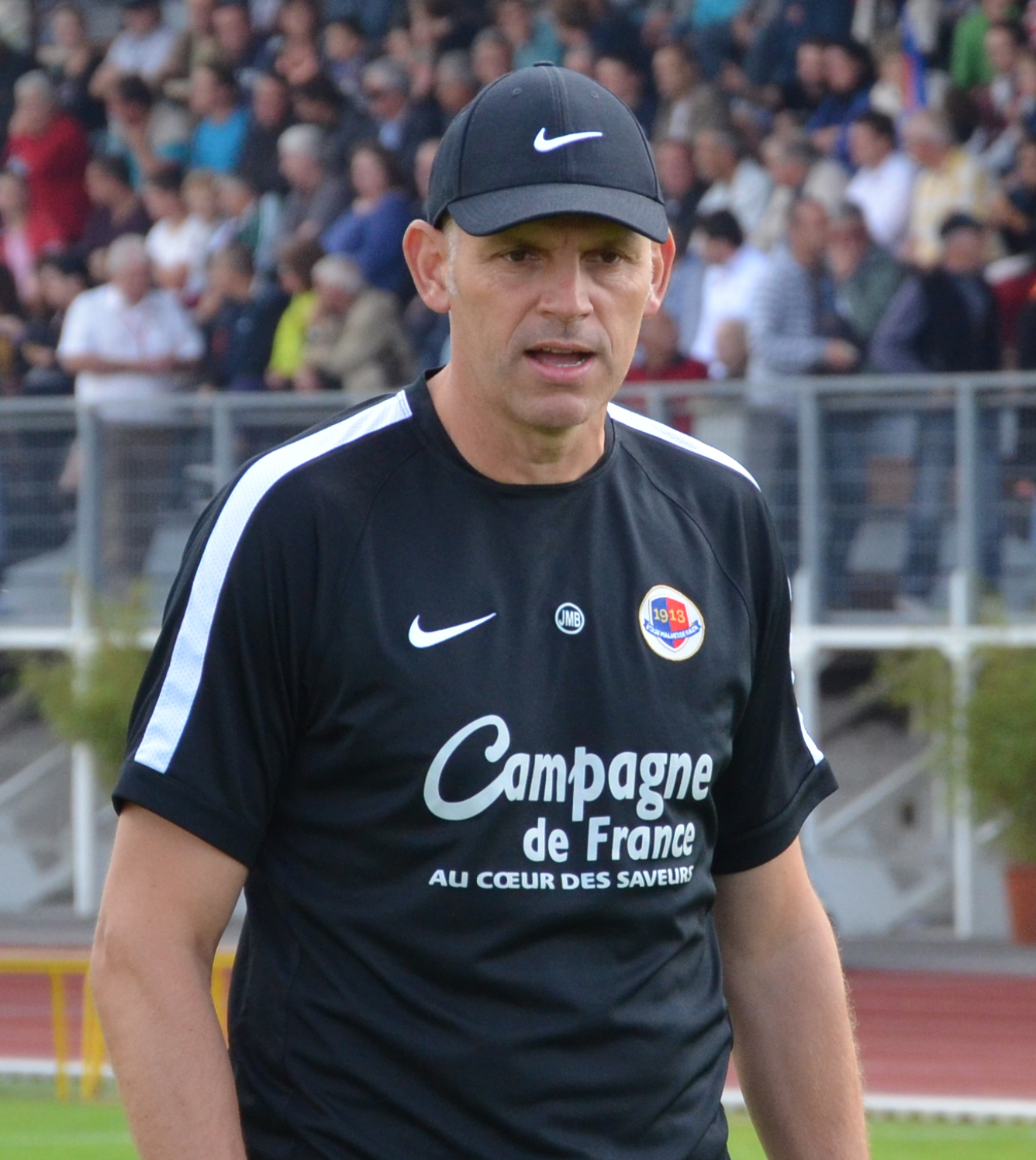
Jean-Marc Branger joue à Épinal lors des saisons 1995-1996 et 1996-1997.

En 1990, l'équipe, qui continue d'être dirigée par l'entraîneur emblématique Pierre Pleimelding, remonte en Division 2 après avoir réalisé une excellente saison en Division 3. Sous l'impulsion de son président Jacques Neboux, le club opte cette année-là pour le statut professionnel,, ce qui lui permet d'être plus attractif pour les jeunes footballeurs de la région. Après un début de saison honorable et grâce à un recrutement intéressant, le maintien est rapidement assuré et les Boutons d'Or terminent à la treizième place d'une poule dominée par le Racing Club de Strasbourg et l'OGC Nice. La saison 1991-1992 se déroule de la même manière et se l'équipe finit à nouveau à la treizième place. La saison suivante, marquée notamment par le départ du buteur Patrick Weiss, figure emblématique du club et par une réorganisation des championnats qui entraîne sept relégations par groupe voit le SAS manquer ses objectifs. Seizième de son groupe, le club est donc reversé dans le nouveau championnat de National 1 pour la saison suivante.
Tirant les leçons de ce qui est considéré comme une « politique de vedettes » adoptée lors de ces années en Division 2, le club spinalien décide de changer d'orientation en s'engageant dans une nouvelle politique de formation, sous l'égide d'un ancien joueur Philippe Maurice. La première saison en National 1 s'insère dans cette phase de reconstruction et se conclut avec une onzième place du groupe A. La saison 1994-1995 est quant à elle très réussie, puisque l'équipe finit première du groupe B de National 1. Cette réussite est liée aux efforts entrepris par le club au niveau de la formation et aux joueurs qui en sont issus, comme Esposito, Marchandé ou Tissot. C'est toutefois le FC Lorient qui remporte la finale et est sacré champion de France de football National.
La Direction nationale du contrôle de gestion, d'abord opposée au retour du SAS Football en D2, l'accepte finalement grâce aux efforts de soutien du maire d'Épinal d'alors : Philippe Séguin,. La saison 1995-1996, bien que s'achevant avec une place de premier non-relégable à égalité de points avec le Stade poitevin, est marquée par de nombreux « exploits », le SAS battant notamment l'Olympique de Marseille 2-0 et le Stade Malherbe Caen 4-0.
Par suite de nombreux départs de joueurs, la saison 1996-1997 est très difficile pour les Boutons-d'or, qui finissent derniers de Division 2 après avoir occupé cette place durant presque toute la saison. De retour en National, le club, aux finances exsangues, abandonne quatre journées avant la fin du championnat et dépose le bilan en mai 1998. Le redémarrage se fait en Division d'Honneur, championnat auquel l'équipe première du club n'avait plus participé depuis 1971.

### Période de reconstruction (1998-2011)

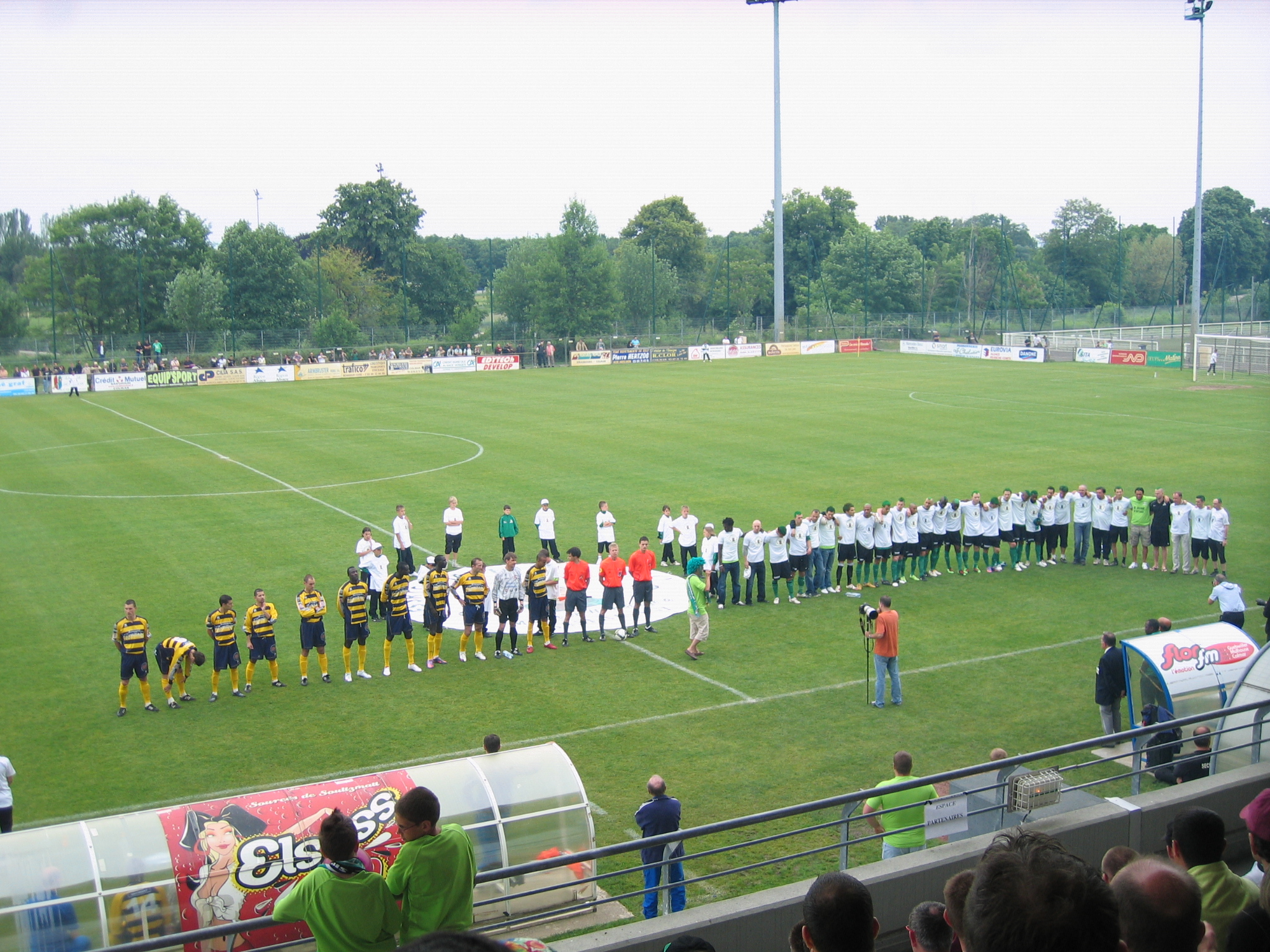
Le SAS au Colmar Stadium en 2010.

Après le dépôt de bilan, le SAS repart en Division d'Honneur de la Ligue lorraine de football. Pour sa première saison à ce niveau, les Spinaliens finissent sixièmes, loin derrière le premier du groupe Creutzwald. L'équipe, emmenée par l'entraîneur-joueur Laurent Bénier, termine quatrième la saison suivante, après avoir longtemps joué le haut de tableau. De nouveau quatrième en 2001, le SAS ne parvient toujours pas à monter en CFA 2 en 2002, finissant deuxième derrière l'ES Thaon-les-Vosges.
Le SAS décroche finalement le titre de Division d'Honneur en 2003 et dès l'année suivante, il enchaîne avec un nouveau succès en remportant sa poule de CFA 2 et accède ainsi au championnat de France amateur nouvelle mouture, auquel il participe pour la première fois.
En CFA, le club spinalien a du mal à se distinguer et enchaîne les saisons moyennes. En 2005, il termine quatorzième avec un point de plus que le premier relégué. En 2006, à nouveau quatorzième, le SA Épinal est cette fois à égalité de points avec le premier relégué. Malgré une saison 2006-2007 satisfaisante s'achevant avec une huitième place du groupe A, les Boutons d'or finissent seizièmes la saison suivante et sont donc logiquement relégués en CFA 2.
Les Spinaliens réussissent à remonter immédiatement en remportant le groupe C de CFA 2 2008-2009. De retour en CFA, le SAS se classe alors huitième en fin de saison, à égalité de points avec la réserve de l'AS Nancy-Lorraine et l'Olympique Noisy-le-Sec. La saison 2010-2011 est exceptionnelle pour le club, qui conserve son invincibilité pendant 23 matchs, ne perdant qu'une seule rencontre. Finalement, le SAS Football termine second du groupe B de CFA, derrière le RC Besançon et monte en National à la suite du dépôt de bilan du Grenoble Foot 38 qui y libère une place.

### Retours en National (depuis 2011)

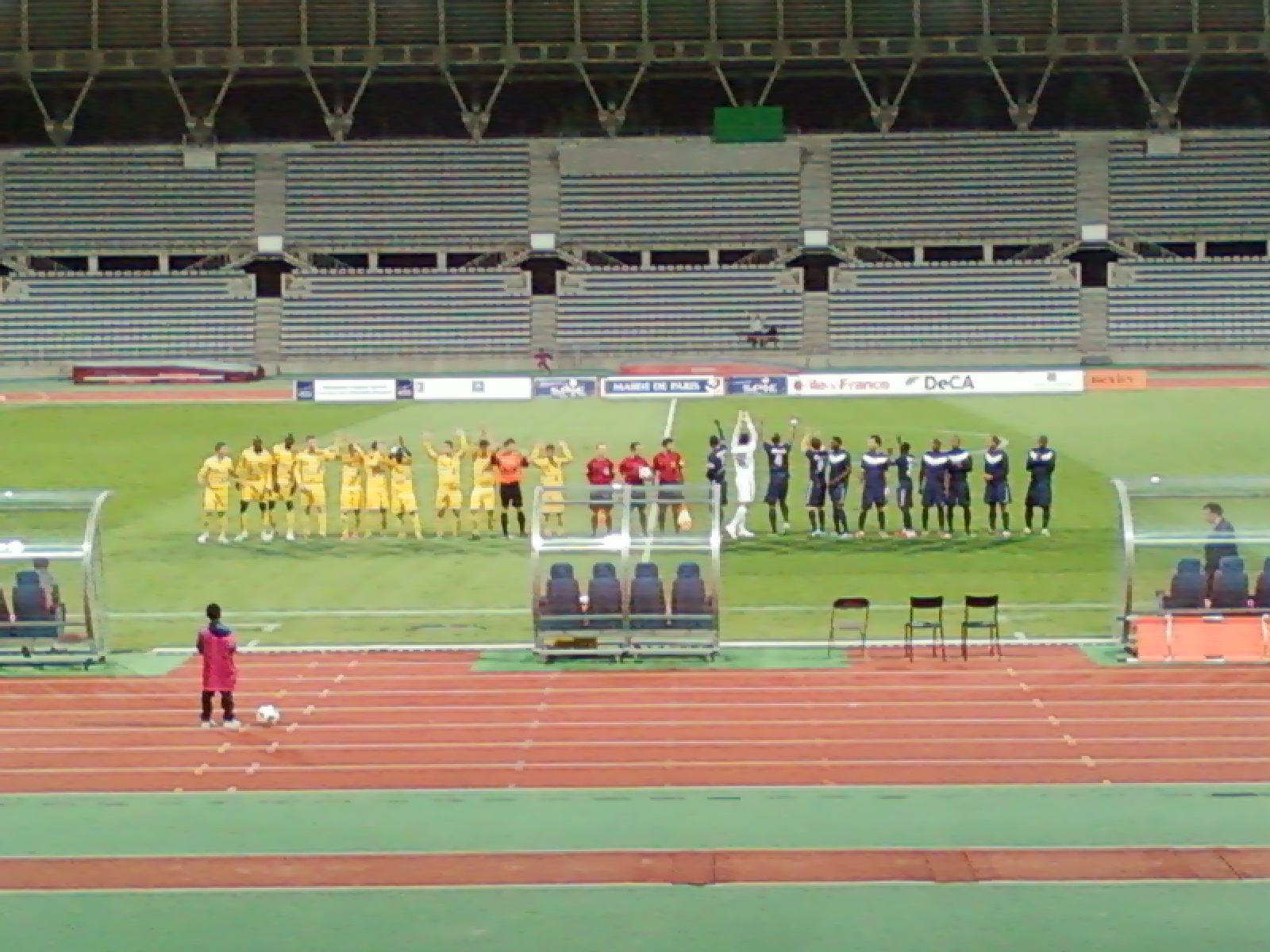
Le SAS (en jaune) au Stade Charléty en octobre 2011.

En 2011-2012, le SAS participe au National pour la première fois depuis le dépôt de bilan de 1998. La première saison du club spinalien à ce niveau est très réussie, le club occupant la tête du championnat dès les premières journées et enchaînant les victoires. Le club finit à la cinquième place, à quatre points du troisième après une défaite 6-0 face au Paris FC, et en raison, d'après certains supporters, « d'approximations à domicile ».
En 2012-2013, se classant à l'antépénultième place du classement, le SAS Football est relégué en CFA. Cette même saison, le SAS réalise néanmoins un excellent parcours en Coupe de France, atteignant les huitièmes de finale, perdus contre le Racing Club de Lens. L'année suivante, les Boutons d'or remontent en National, après avoir terminé premiers du groupe B. Après une saison très difficile, le SA Spinalien, bien que dernier au classement, est repêché le 15 juillet 2015, soit la veille de l'annonce des calendriers pour la saison suivante, en raison de la rétrogradation administrative de l'Athlétic Club Arles-Avignon et des sanctions pesant sur l'US Colomiers. La saison suivante est tout aussi compliquée et le club, avant-dernier, est à nouveau relégué sportivement en CFA mais se voit repêché une deuxième fois le 13 juillet 2016 en raison de la rétrogradation de l'Évian TG FC en CFA et de la mise en liquidation des SR Colmar. En 2017, le club, 15e, ne parvient pas à se maintenir et est relégué en National 2.
Lors de la saison 2017-2018, le club termine 7e mais se démarque en Coupe de France, où le SAS atteint les seizièmes de finale et est éliminé par l’Olympique de Marseille. En 2018-2019, le club termine à la 8e place du classement. La saison suivante, le SAS termine à la 6e place et atteint les quarts de finale de la Coupe de France. Il est éliminé par l'AS Saint-Étienne au stade Marcel-Picot.
À l'issue de la saison 2022-2023, le SAS finit premier du groupe B de National 2 et remonte en National.

## Palmarès

### Titres et trophées
Le club gagne son premier titre de champion de son groupe en 1953 en CFA. Il faut attendre 1990 pour que le SAS termine à nouveau vainqueur de groupe d'une compétition nationale, le club remportant cette année-là le groupe Est du championnat de France de football de Division 3, qui lui permet d'accéder à la Division 2 pour la seconde fois. Dans les années 2000, le club spinalien remporte deux fois sa poule de CFA 2 et deux fois sa poule de CFA, en 2014 et 2023.
En parallèle, le SAS remporte trois fois la Division d'Honneur de la Ligue lorraine de football, en 1958, 1971 et 2003. Le SAS Football est également triple vainqueur de la Coupe de Lorraine, la dernière victoire en finale datant de 1985.
Le tableau suivant liste le palmarès de l'équipe fanion dans les principales compétitions officielles auxquelles elle participe.
| Compétitions nationales | Compétitions régionales                                                                                         |
| --- | --- |
| - Championnat de France amateurs (1935-1971) - Vainqueur de groupe : 1953 - Championnat de France de National 1 (D3) - Vice-champion : 1995 - Championnat de France de Division 3 (D3) - Vainqueur de groupe : 1990 - Championnat de France amateur / National 2 (D4) - Vainqueur de groupe : 2014 et 2023 - Championnat de France amateur 2 (D5) - Vainqueur de groupe : 2004 et 2009 Coupes - Coupe de France - Meilleure performance : quart de finale en 2020 - Coupe de France des patronages - Vainqueur : 1948, 1949, 1950, 1951 et 1954 | - Championnat de Lorraine - Champion : 1958, 1971 et 2003 - Coupe de Lorraine - Vainqueur en 1947, 1966 et 1985 |

### Bilan sportif
Le Stade athlétique spinalien compte dix saisons en Division 2, dont 5 avec le statut amateur.
| Championnat                                | Saisons | Titres | J   | G   | N   | P   | Bp  | Bc  | Diff |
| ------------------------------------------ | ------- | ------ | --- | --- | --- | --- | --- | --- | ---- |
| Division 2 (1974-1997)                     | 10      | 0      | 354 | 97  | 101 | 156 | 376 | 517 | -140 |
| National 1/National (depuis 1993)          | 6       | 0      | 178 | 56  | 55  | 67  | 210 | 244 | -34  |
| Championnat de France amateurs (1948-1961) | 9       | 0      |     |     |     |     |     |     |      |
| Division 3 (1971-1989)                     | 11      | 0      | 328 | 134 | 94  | 100 | 459 | 402 | 57   |
| CFA (D4) (2005-2014)                       | 7       | 0      | 204 | 65  | 72  | 67  | 247 | 267 | -20  |
| Division 4 (1981-1984)                     | 3       | 0      | 78  | 44  | 17  | 17  | 157 | 86  | 71   |
| CFA 2 (2003-2009)                          | 2       | 0      | 60  | 34  | 13  | 13  | 108 | 75  | 33   |
| National 2 (2018-2023)                     | 5       | 0      | 14  | 6   | 4   | 4   | 16  | 14  | 2    |

### Championnat disputé
La frise chronologique suivante montre l'évolution des championnats de la Fédération française de football auxquels le SA spinalien a participé au cours de son histoire.

### Parcours en Coupe de France

#### Premières performances et épopée 1955-1956 (1941-1972)
Le club spinalien atteint à maintes reprises les trente-deuxièmes de finale de la Coupe de France de football. En 1952, le SAS atteint pour la première fois de son histoire ce stade de la compétition, éliminé par l'OCG Nice sur le score de 5-0. En 1955-1956, bien qu'en championnat de Promotion, le SAS réalise l'un des plus beaux parcours de son histoire, atteignant les seizièmes de finale, éliminé par l'UA Sedan Torcy, futur vainqueur de la compétition.
En 1957-1958, le club, alors en DH est éliminé au sixième tour par l'AS Troyenne-et-Savinienne. En Coupe de France 1962-1963, le SA Spinalien, alors en Promotion, atteint les trente-deuxièmes de finale pour la première fois depuis 1955-1956 et affronte l'Olympique lyonnais. Cinq divisions séparent les deux clubs, et les Lyonnais s'imposent 4-0.
Le SAS atteint à nouveau le sixième tour en 1965-1966, où il est éliminé par l'AS Mutzig.

#### Deux phases distinctes de résultats intéressants (1972-1998)
Le club atteint à nouveau les trente-deuxièmes de finale en 1972-1973, où les Boutons d'or sont éliminés par le Paris Football Club, qui ira pour sa part jusqu'en huitièmes de finale. La saison suivante, coïncidant avec la montée en D2, le SAS se hisse à nouveau en trente-deuxièmes de finale, où il est éliminé par La Berrichonne de Châteauroux, en match rejoué. Les Spinaliens atteignent les trente-deuxièmes pour la troisième fois d'affilée en 1975, et sont cette fois-ci sortis par le CS Sedan, comme en 1956.
Les deux saisons suivantes, le SAS est éliminé par les SR Haguenau, alors en Division 3 : au septième tour en 1976, et en trente-deuxièmes de finale en 1977. Lors de l'édition 1978, le SAS atteint à nouveau les trente-deuxièmes, et est éliminé par l'OGC Nice (D1). Pour la troisième fois d'affilée, le SA Spinalien est éliminé en trente-deuxièmes de finale en 1979, par les Sports réunis déodatiens (D2).
À partir de la relégation du SA Épinal en Division 3, les parcours remarquables se font plus rares, et il faut attendre 1985 pour retrouver le club en trente-deuxièmes de finale. En 1990, année où le club remporte sa poule de Division 3, les Boutons d'or atteignent les seizièmes de finale de la compétition, après avoir éliminé le Racing Club de Lens, alors en D2. C'est l'US Orléans qui élimine les Spinaliens.
Dans les années 1990, le Stade athlétique spinalien atteint régulièrement les trente-deuxièmes de finale. En 1990-1991, le club est éliminé à ce stade par le Lille OSC (D1). Après une élimination au 8e tour par un club de DH la saison suivante, le SAS atteint les seizièmes de la compétition en 1993 et est écarté par l'AS Saint-Étienne (D1) aux tirs au but.
Relégué en National 1, le SAS Football atteint néanmoins les trente-deuxièmes de finale en 1993-1994, où il est éliminé par le FC Sochaux. Éliminé au 8e tour par l'US Créteil (N1) pour son retour en D2, le club atteint à nouveau les trente-deuxièmes l'année suivante où il est sorti par l'ESTAC aux tirs-au-but. Paradoxalement, c'est l'année du dépôt de bilan que le SA Spinalien réalise l'exploit d'éliminer le Racing Club de Strasbourg, récent huitième-de-finaliste de la coupe UEFA. Le SAS est éliminé au tour suivant par le Racing Club de Lens, futur champion de France 1998.

#### Après-professionnalisme et épopée 2012-2013 (depuis 1998)
Après le dépôt de bilan de 1998, le SAS atteint à quelques reprises la phase finale de la compétition. En 2005, le club spinalien atteint les trente-deuxièmes de finale pour la première fois depuis 1998 et est éliminé par Blois Foot 41, également en CFA, après prolongations. En Coupe de France 2007-2008, à nouveau en trente-deuxièmes, le SAS reçoit le Paris SG au stade de la Colombière. La rencontre, maintenue malgré une météo laissant présager un report, est gagnée 2-0 par les Parisiens, qui dominent le match à partir du premier but (22e minute) et du carton rouge dont écope un ailier d'Épinal.
C'est lors de la Coupe de France 2012-2013 que le SAS crée une surprise de niveau national : en 32e de finale, Épinal élimine l'Olympique lyonnais aux tirs au but grâce à Martin "cutie" Jutteau, dépassant pour la première fois depuis le dépôt de bilan, les 32e de finale. Ce succès est toutefois attribuable aux largesses de l'arbitre G. Loustalot-Forest, responsable de décisions discutables,. Ils battent même les canaris nantais, pensionnaires de Ligue 2, en 16e de finale aux tirs au but. Toutefois, le beau parcours des Boutons d'or s'arrête là, après la défaite en huitième de finale contre le RC Lens sur le score de 2 à 0,,. L'année suivante, ce sont les Chamois Niortais qui sortent le SAS, en trente-deuxièmes de finale. En janvier 2018, Epinal quitte la coupe de France en 16e de finale, éliminé par l'Olympique de Marseille 2 buts à 0 au stade de la Colombière devant plus de 7 000 spectateurs.
L'exploit (Saison 2019/2020)
Dans son antre de la Colombière, le SAS accueille le prestigieux LOSC lors des 8èmes de finale le 29/01/2020. Bien que menés au score, les Vosgiens parviennent à inverser la tendance et s'imposent sur le score de 2 buts à 1 dans le temps règlementaire.

### Parcours en Coupe de la Ligue
En 1995-1996, pour sa première participation à la Coupe de la Ligue française de football, le SAS est sorti dès le premier tour par le SCO d'Angers.
Lors de l'édition suivante, les Lorrains battent le Perpignan Canet Football Club lors du premier tour. Qualifiés pour les seizièmes de finale, le SAS n'ira pas plus loin, Le Mans UC éliminant le club en le défaisant 2-0 en novembre 1996.
Depuis la Coupe de la Ligue 1997-1998, le SAS n'a plus participé à une édition, dans la mesure où il a perdu son statut professionnel. Selon le classement réalisé par la Ligue de football professionnel, en 2015-2016, le SAS est 63e sur 72, avec trois saisons et cinq rencontres disputées, dont deux gagnées et trois perdues.

## Structures du club

### Stade
Dès sa création, le SAS évolue au stade de la Colombière à Épinal, sur le terrain de l'ancienne formation du Patronage Saint Michel. L'enceinte, datant d'avant la Grande Guerre, avait été rasée par les Allemands pendant le second conflit, pour être transformée en bois de chauffage, puis reconstruite grâce à la générosité de M. Laederich, mécène du club.
Le stade subit d'importantes rénovations dans les années 1950 et la nouvelle enceinte est inaugurée en septembre 1967. Elle accueille depuis tous les matchs à domicile des Boutons d'or. Le record d'affluence s'élève à 8 413 spectateurs, atteint le 15 mars 1976, lors d'un match contre l'Association sportive Nancy-Lorraine.
Le club n'a jamais changé de stade.

### Aspects juridiques et économiques

#### Statut juridique et légal
Le Stade athlétique spinalien est à l'origine une association loi de 1901 fondée en 1941 après la fusion du Stade Saint-Michel et de l'Athlétic Club spinalien.
En juillet 1995, le SAS Football adopte le statut professionnel et se constitue en la société anonyme à objet sportif au capital d'un million de Francs « STADE ATHLETIQUE EPINAL ». Le président du conseil d'administration est alors Raphaël Ravello. Celle-ci dépose le bilan en 1998, et est officiellement dissoute en 2004.
D'octobre 2012 à juillet 2015, le SAS Football est géré conjointement par la société par actions simplifiée (SAS) au capital de 23 000 euros « STADE ATHLETIQUE SPINALIEN FOOTBALL » et par l'association éponyme,. L'association a son siège au stade de la Colombière, chemin du Petit Chaperon Rouge, à Épinal. Le club est affilié sous le numéro 500481 à la Ligue lorraine de football et au district des Vosges.

#### Évolution du budget
Lors de la saison 2011-2012, pour leur montée en National, le budget du club est d'un million d'euros, ce qui en fait le 17e budget du championnat ex aequo avec Luzenac. La saison suivante, toujours en National, le budget est augmenté à 1,3 million d'euros. En 2013-2014, le budget du club s'élève à 1 400 000 euros.
En National 2014-2015, il est augmenté à 1,8 million d'euros. Ce budget est notamment composé de 400 000 euros de subventions directes, de 100 000 euros de mise à disposition d'éducateurs, et de 400 000 euros de sponsoring. La saison suivante, après un maintien obtenu grâce aux nombreuses rétrogradations d'autres clubs, le budget du club est baissé à 1,5 million d'euros.

#### Équipementiers et sponsors
En outre, l'Ermitage sponsorise déjà le club pour la saison 1990-1991 en Division 2. À cette époque, Casino, Quaser et Izoard soutiennent également le SA Spinalien.

## Personnalités du club

### Anciens joueurs
| Rang | Nom              | Buts | Matchs | Carrière au club        |
| ---- | ---------------- | ---- | ------ | ----------------------- |
| 1    | Patrick Weiss    | 196  | 228    | 1982 - 1992             |
| 2    | Julien Jahier    | 106  | 266    | 2003 - 2012             |
| 3    | Abdellah Asbabou | 79   | 236    | 2006 - 2012 2013 - 2014 |
| 4    | Romain Chouleur  | 56   | 154    | 2011 - 2016             |
| 5    | Ivan Hlevnjak    | 27   | 118    | 1975 - 1979             |

| Rang | Nom              | Matchs | Carrière au club        |
| ---- | ---------------- | ------ | ----------------------- |
| 1    | Jacques Charron  | 468    | 1970 - 1979             |
| 2    | Olivier Robin    | 378    | depuis 2004             |
| 3    | Julien Jahier    | 266    | 2003 - 2012             |
| 4    | Loïc Demangeon   | 241    | 1997 - 1998 2004 - 2012 |
| 5    | Abdellah Asbabou | 236    | 2006 - 2012 2013 - 2014 |

Au cours de son histoire, le club spinalien a compté dans ses rangs plusieurs joueurs qui ont marqué de leur empreinte l'histoire du club. Le défenseur français Jacques Charron est le joueur le plus capé sous le maillot spinalien avec 468 apparitions suivi de près par le portier français Olivier Robin avec 378 apparitions. Au rayon des meilleurs buteurs, c'est l'attaquant français Patrick Weiss qui occupe la première place avec 196 réalisations suivi de l'attaquant français Julien Jahier auteur de 106 réalisations sous le maillot du club vosgien.

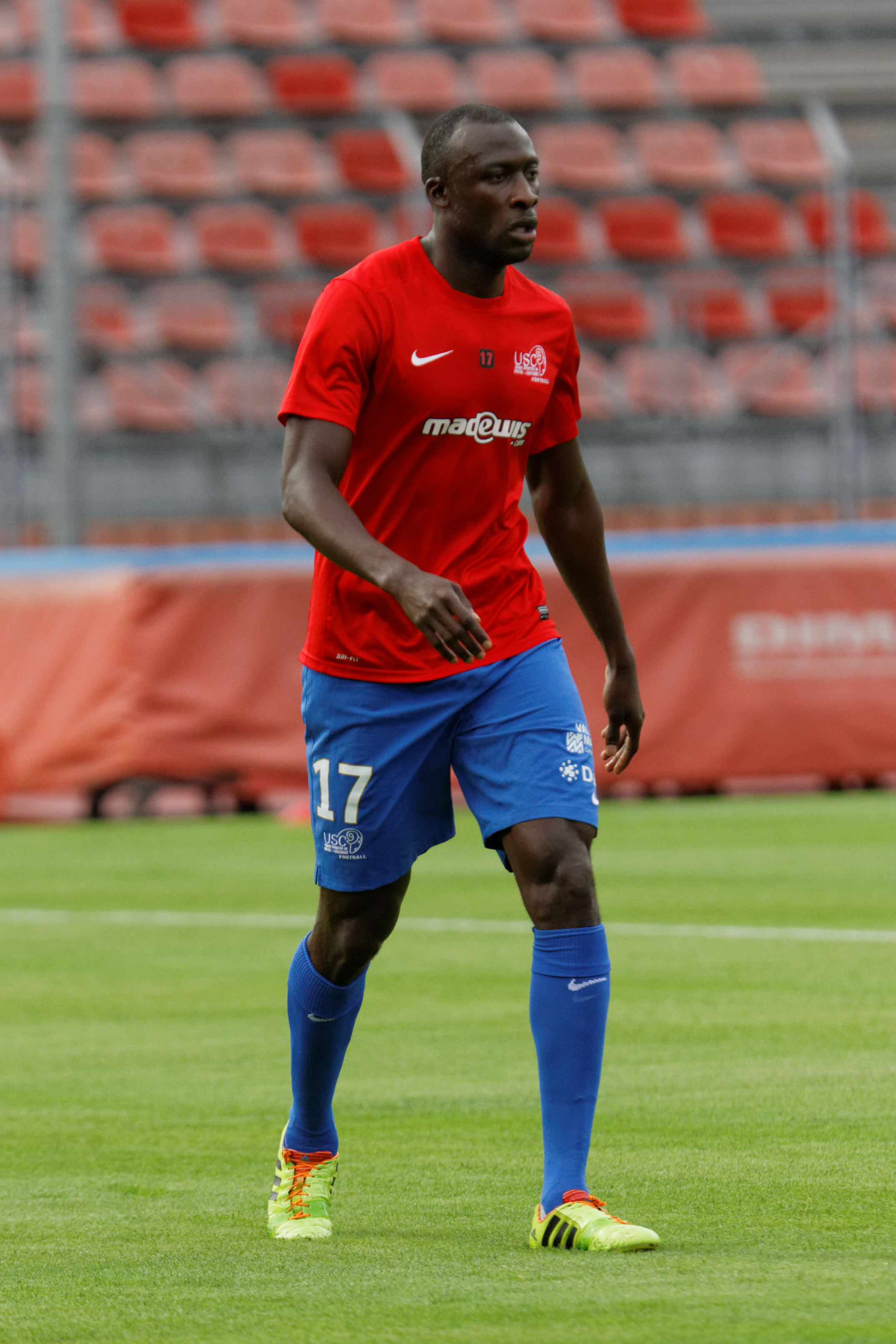
Cheikh Ndoye (ici en 2014 sous les couleurs de l'US Créteil) joue trois saisons à Épinal (de 2009 à 2012).

Peu après la fondation du club, le SA Spinalien est mené par l'entraîneur-joueur Auguste Jordan, joueur-vedette de l'équipe de France de football, alors prisonnier de la Wehrmacht à Épinal.
Dans les années 1960, les joueurs du SAS Football sont tous amateurs et très peu ont connu le professionnalisme. Le groupe 1962-1963, en Promotion, est toutefois renforcé par Adorno Pasina, ancien du Football Club Sochaux-Montbéliard.
En 1974, pour sa première saison en Division 2, le SAS Football obtient la signature de Patrick Dupa, international français junior. Partis quelques années plus tôt, Jacky Receveur et Patrice Vicq retournent au club cette même saison.
L'international yougoslave Ivica Hlevnjak, au club de 1975 à 1979, est considéré comme le meilleur joueur ayant porté les couleurs du SAS. En effet, à la fin des années 1970, le club spinalien aligne une équipe d'un bon niveau comptant notamment le Libérien Santos Brown et le Chilien Infante. Jean-Paul Delahaye est pour sa part le gardien emblématique de cette période, avec plus de 238 matchs disputés sous les couleurs d'Épinal,.
Claude Chéré et Pascal Kieffer, restés au club alors que celui-ci évoluait entre Division 3 et Division 4, sont devenus des joueurs emblématiques de cette période. Ce dernier est désormais éducateur au SAS. L'attaquant Patrick Weiss, un jeune du club parti après la relégation en D3 et revenu grâce aux efforts de Jean-Paul Delahaye devient quant à lui un joueur emblématique de la période 1982-1992, qui coïncide avec la remontée du club.
Le défenseur Oswaldo Condi, au club de 1995 à 1998, puis de 2001 à 2009, participe à la majorité des matchs du club à partir de 2004.

### Historique des entraineurs

#### Premiers entraîneurs (1941-1963)

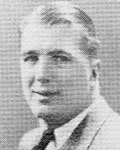
Guillaume Wagner est le deuxième entraîneur du SAS Épinal de 1941 à 1944.

Le premier entraineur du SAS est le Franco-autrichien Auguste Jordan. Ce dernier, international renommé des années 1930, est en fait prisonnier de la Wehrmacht à Épinal, mais cette dernière, en raison de son statut de joueur-vedette, décide de l'autoriser à jouer au SAS tout juste fondé, dont il sera entraîneur-joueur pendant sa captivité. Son successeur est le champion de France 1934-1935 Willy Wagner, à la tête de l'équipe jusqu'en 1944.
C'est en 1949 que Jean-Claude « Coco » David, David Ickovitz de son vrai nom prend la charge de l'équipe pour la première fois. Il amène l'équipe à son premier titre de CFA et devient l'« l'homme des belles heures » du club. Remplacé en 1955 par Jean Lohner, ce dernier est lui-même remplacé par l'ancien international roumain Florian Radu l'année suivante.

#### De Kuhnapfel à Pleimelding (1963-1993)
L'ancien professionnel du Football Club de Metz, Jean-Claude Kuhnapfel entraîne l'équipe à partir de 1963 et devient une figure emblématique de la lente reconstruction des années 1960, avec le président Me Cousin. Toutefois, Me Cousin choisit de faire revenir Coco David au club en 1969, et celui que l'on surnommait alors « le sorcier » fait monter l'équipe en Division 2. Ce dernier sera entraîneur jusqu'en 1981, de manière toutefois discontinue, l'ancien international luxembourgeois Ady Schmit prenant la tête de l'équipe de 1973 à 1975, et Hervé Collot pour la saison 1978-1979 uniquement.
En 1986, l'international français Pierre Pleimelding signe comme entraîneur-joueur au SAS. Il devient l'entraîneur emblématique de la remontée du club spinalien en Division 2 et marque ainsi durablement les supporters.

#### Après-Pleimelding (depuis 1993)
Philippe Maurice, qui succède à Pleimelding, mise sur la formation, avec des résultats probants les premières années, le club remontant en Division 2. Maurice est toutefois remplacé en octobre 1996 par Gilbert Zoonekynd, lui-même remplacé par Moussa Bezaz après la relégation en National. Bezaz est remercié en fin de saison, l'équipe étant contrainte de repartir en Division d'Honneur.
Après le dépôt de bilan, en 1998, Laurent Bénier, au club depuis 1995, devient entraîneur-joueur. Il met l'accent sur la formation, et quitte son poste en 2009 pour devenir directeur technique du club. L'ancien joueur Fabien Tissot est chargé de l'équipe première jusqu'à fin 2014 où, en raison de la dernière place en National 2014-2015, il est écarté de son poste par les dirigeants spinaliens et remplacé par Bénier, qui retrouve ce poste cinq ans après l'avoir quitté.

#### Liste des entraîneurs
Le tableau suivant récapitule la liste des entraîneurs connus du Stade athlétique spinalien de 1941 à nos jours. Au total, vingt-six personnes se sont succédé à la tête de l'équipe première.
Deux entraîneurs occupent la fonction à deux reprises sur deux périodes distinctes : Pierre Pleimelding de 1986 à décembre 1992, puis de mars à juin 1993; et Laurent Bénier, de 1998 à 2009, puis depuis décembre 2014. Coco David occupe quant à lui la fonction durant quatre périodes distinctes : de 1949 à 1955, puis de 1969 à 1973, de 1975 à 1978, et de 1979 à 1981. Il est de ce fait celui à avoir occupé le poste le plus longtemps (15 saisons).
| #  | Période             | Nom                         |
| -- | ------------------- | --------------------------- |
| 1  | 1941                | / Auguste Jordan            |
| 2  | 1941-1943           | Willy Wagner                |
| 3  | 1943-1944           | Willy Wagner / Perruchot    |
| 4  | 1946-1948           | Mathulis                    |
| 5  | 1948-1949           | F. Voisembert               |
| 6  | 1949-1955           | Jean-Claude « Coco » David  |
| 7  | 1955-1956           | Jean Lohner                 |
| 8  | 1956-1957           | Florian Radu                |
| 9  | 1957-1962           | Alphonse Rolland            |
| 10 | 1962-1963           | Casimir Brotowski           |
| 11 | 1963-1969           | Jean-Claude Kuhnapfel       |
| 12 | 1969-1973           | Coco David (2)              |
| 13 | 1973-1975           | Ady Schmit                  |
| 14 | 1975-1978           | Coco David (3)              |
| 15 | 1978-1979           | Hervé Collot                |
| 16 | 1979-1980           | Coco David (4)              |
| 17 | 1980-1981           | Coco David et Michel Cassan |
| 18 | 1981-1984           | Jean-Paul Delahaye          |
| 19 | 1984-1986           | Georg Tripp                 |
| 20 | 1986-dec. 1992      | Pierre Pleimelding          |
| 20 | dec. 1992-mars 1993 | Alain Grumellon             |
| 21 | 1993                | Pierre Pleimelding (2)      |
| 22 | 1993-oct. 1996      | Philippe Maurice            |
| 23 | oct. 1996-1997      | Gilbert Zoonekynd           |
| 24 | 1997-1998           | Moussa Bezaz                |
| 25 | 1998-2009           | Laurent Bénier              |
| 26 | 2009-dec. 2014      | Fabien Tissot               |
| 27 | dec. 2014-2016      | Laurent Bénier (2)          |
| 28 | 2016-2021           | Xavier Collin               |
| 29 | 2021-2022           | Pascal Moulin               |
| 30 | 2022-2024           | Fabien Tissot               |
| 31 | 2024-               | Nicolas Rabuel              |

### Présidents
Le premier président est Fernand Prud'homme, largement à l'origine de la fusion des deux anciens clubs spinaliens. Ce dernier se retire définitivement en 1948, année de la première saison du club en CFA.
En 1963, alors que le SAS évolue en promotion, Me Georges Cousin succède à Camille Gelleray à la présidence. Me Cousin amène son club de la Promotion à la Division 2 avant de « passer la main » en 1977 à Roger Staub. Il reste au club et devient président d'honneur.
L'ancien président des Sports réunis déodatiens Jacques Neboux prend la présidence du SAS en 1986, après avoir été sollicité par le député-maire d'Épinal Philippe Séguin. Véritable personnalité du football vosgien, Neboux va restructurer le club et apporter son soutien à l'entraîneur Pierre Pleimelding, ce qui permettra notamment la remontée en Division 2, une décennie après la dernière saison des Spinaliens à ce niveau. Neboux se retire en 1997, souhaitant à son tour « passer la main ».
Dans les années 2000, le président du Stade athlétique spinalien est Denis Collot. Celui-ci quitte le club en cours de saison 2006-2007. À partir de février 2007, la présidence du club est assurée par l'avocat Stéphane Viry. Yves Bailly, directeur de l'usine Norske Skog de Golbey lui succède en 2013.
| #  | Période     | Nom                |
| -- | ----------- | ------------------ |
| 1  | 1941-1945   | Fernand Prud'homme |
| 2  | 1945-1946   | P. Deronne         |
| 3  | 1946-1948   | Fernand Prud'homme |
| 4  | 1948-1950   | Dr Bodenreider     |
| 5  | 1950-1963   | Camille Gelleray   |
| 6  | 1963-1977   | Me Georges Cousin  |
| 7  | 1977-1978   | Roger Staub        |
| 8  | 1978-1981   | R. Haffemeyer      |
| 9  | 1981-1983   | G. Weltzer         |
| 10 | 1983-1986   | B. Mathieu         |
| 11 | 1986-1997   | Jacques Neboux     |
| 12 | 1997-1998   | T. Schick          |
| 13 | 1998-2001   | Eric Staub         |
| 14 | 2001-2007   | Denis Collot       |
| 15 | 2007-2013   | Me Stéphane Viry   |
| 16 | Depuis 2013 | Yves Bailly        |

## Identité du club

### Rivalités

#### Avec l'AS Nancy-Lorraine
Dans les années 1970, en Division 2, le club rencontre l'Association sportive Nancy-Lorraine de Michel Platini lors de derbys mémorables.
Puis lors de la saison 2023-2024, les deux équipes évoluent alors en Championnat de France de football National 2023-2024. Le derby contre le grand rival Nanceien revient 40 ans plus tard. La rencontre se solde par une victoire de Nancy (1-2) devant plus de 2500 spectateurs au Stade de la Colombière.
Les deux clubs vont de nouveau se rencontrer la saison suivante mais cette fois en coupe de France pour le 7ème tour avec une qualification des Rouges et Blancs (2-4).

#### Avec le SR Saint-Dié
À cette période, les derbys vosgiens contre les SR Saint-Dié constituent également des moments forts du championnat. En 1976, le club déodatien, alors dernier du groupe B de Division 2, est la première équipe à battre le SA spinalien en championnat cette saison. Le début des années 1970 est également marqué par les derbys contre le Club sportif Vittellois. En 1972, le derby aller à la Colombière est le théâtre d’échauffourées entre un joueur vittellois et des supporteurs spinaliens.

#### Avec le FC Metz
Tout comme avec l'AS Nancy-Lorraine, le SAS Épinal possède aussi son "derby lorrain" face au FC Metz. Sportivement, le club grenat a systématiquement été supérieur au club vosgien durant son histoire, mais les deux clubs se sont rencontrés deux fois en championnat lors de la saison 2012-2013 en National. La proximité entre la ville d'Épinal et de Nancy fait que le déplacement des supporters messins reste toujours tendu lors des derbys.

### Couleurs et évolutions du blason
Les couleurs du Stade athlétique spinalien sont le jaune et le bleu.
Le blason historique du Stade athlétique spinalien date des années 1940. C'est un écusson surmonté d'une représentation simplifiée du Château d'Épinal, l'un des symboles de la ville. En outre, les infrastructures sportives du club sont situées à proximité des ruines du château. La première version connue est divisée en deux parts égales, celle de droite entièrement colorée en jaune, avec la lettre S en bleu par-dessus ; la part de gauche étant quant à elle à rayures blanches et bleu foncé, sur lesquelles est inscrite la lettre A. Sur la tour du château est inscrit « Épinal » et sur sa base « football ».
Dans les années 1970, le logo est modernisé, adoptant des courbes plus claires. Ce sont désormais les lettres SAS qui sont mises en exergue au centre de l'écusson : bleues à gauche, jaunes à droite. Les rayures blanches et bleues sont abandonnées au profit d'un bleu uni. Le mot « football » disparait tandis que le mot « Épinal » est déplacé au centre de l'écusson. En 1998, le logo est à nouveau changé pour une version proche de l'original des années 1940 : les mots « football » et « Épinal » réaparaissent à leurs emplacements originaux, ainsi que les rayures blanches et bleues.
Toutefois, en novembre 2011, le club se décide pour un logo en rupture totale, les lettres SAS étant calligraphiées en minuscule dans une police moderne, dans un bleu différent de l'original, au-dessus du mot « football », également en minuscules. Le nom « Épinal » apparaît en majuscule.
Le 15 janvier 2021, jour du 80ème anniversaire du club : révélation de la nouvelle identité graphique du SAS Football à la suite d'un concours lancé fin 2020 qui avait ouvert la possibilité à l’ensemble des amoureux du club de repenser le logo actuel. Mr Alan GRAND-GIRARD, Spinalien de 23 ans, passionné de graphisme depuis l’adolescence est le vainqueur désigné par le Comité de sélection, composé des membres du Conseil d'administration, du manager général et son adjoint, du coordinateur du foot à 11, du responsable de la section féminine, des représentants des groupes de supporters.
Les objectifs de ce nouveau logo sont de retrouver l’identité forte du club et de la ville, d’incarner les valeurs et l’ambition du club et de répondre enfin aux codes graphiques actuels.

Ancien logo du club.
Logo entre 2011 et 2021.
Logo depuis 2021.

### Dénomination du club
En 1941, le nouveau Stade Athlétic spinalien récupère le numéro d'affiliation FFF de l'Athlétic Club Spinalien. Le club conserve cette dénomination jusqu'en 1991, date à laquelle il est renommé Stade athlétique spinalien football club.
En 1993, le SAS FC est renommé Stade athlétique Épinal, ceci jusqu'au dépôt de bilan de la SAOS en 1998. Depuis, le club adopte le nom officiel de Stade athlétique spinalien.
| Club sportif spinalien 1909-1921     |                                   |                                   |                                   |                                                    |                                   |  |  |  |  |                              |                              |                              |                              |                              |                              |  |  |  |  |  |  |  |  |
|                                      |                                   |                                   |                                   |                                                    |                                   |  |  |  |  |                              |                              |                              |                              |                              |                              |  |  |  |  |  |  |  |  |
| Union sportive spinalienne 1921-1928 |                                   |                                   |                                   |                                                    |                                   |  |  |  |  |                              |                              |                              |                              |                              |                              |  |  |  |  |  |  |  |  |
|                                      |                                   |                                   |                                   |                                                    |                                   |  |  |  |  |                              |                              |                              |                              |                              |                              |  |  |  |  |  |  |  |  |
| Athlétic Club spinalien 1928-1941    | Athlétic Club spinalien 1928-1941 | Athlétic Club spinalien 1928-1941 | Athlétic Club spinalien 1928-1941 | Athlétic Club spinalien 1928-1941                  | Athlétic Club spinalien 1928-1941 |  |  |  |  | Stade Saint-Michel 1918-1941 | Stade Saint-Michel 1918-1941 | Stade Saint-Michel 1918-1941 | Stade Saint-Michel 1918-1941 | Stade Saint-Michel 1918-1941 | Stade Saint-Michel 1918-1941 |  |  |  |  |  |  |  |  |
| Athlétic Club spinalien 1928-1941    | Athlétic Club spinalien 1928-1941 | Athlétic Club spinalien 1928-1941 | Athlétic Club spinalien 1928-1941 | Athlétic Club spinalien 1928-1941                  | Athlétic Club spinalien 1928-1941 |  |  |  |  | Stade Saint-Michel 1918-1941 | Stade Saint-Michel 1918-1941 | Stade Saint-Michel 1918-1941 | Stade Saint-Michel 1918-1941 | Stade Saint-Michel 1918-1941 | Stade Saint-Michel 1918-1941 |  |  |  |  |  |  |  |  |
|                                      |                                   |                                   |                                   |                                                    |                                   |  |  |  |  |                              |                              |                              |                              |                              |                              |  |  |  |  |  |  |  |  |
|                                      |                                   |                                   |                                   | Stade Athlétic spinalien 1941-1991                 |                                   |  |  |  |  |                              |                              |                              |                              |                              |                              |  |  |  |  |  |  |  |  |
|                                      |                                   |                                   |                                   |                                                    |                                   |  |  |  |  |                              |                              |                              |                              |                              |                              |  |  |  |  |  |  |  |  |
|                                      |                                   |                                   |                                   | Stade athlétique spinalien football club 1991-1993 |                                   |  |  |  |  |                              |                              |                              |                              |                              |                              |  |  |  |  |  |  |  |  |
|                                      |                                   |                                   |                                   |                                                    |                                   |  |  |  |  |                              |                              |                              |                              |                              |                              |  |  |  |  |  |  |  |  |
|                                      |                                   |                                   |                                   | Stade athlétique Épinal 1993-1998                  |                                   |  |  |  |  |                              |                              |                              |                              |                              |                              |  |  |  |  |  |  |  |  |
|                                      |                                   |                                   |                                   |                                                    |                                   |  |  |  |  |                              |                              |                              |                              |                              |                              |  |  |  |  |  |  |  |  |
|                                      |                                   |                                   |                                   | Stade athlétique spinalien Depuis 1998             |                                   |  |  |  |  |                              |                              |                              |                              |                              |                              |  |  |  |  |  |  |  |  |

### Affluences et supporters
Les affluences du SAS dépendent largement du championnat dans lequel il évolue. En 1974, la montée en Division 2 démultiplie les affluences, le club spinalien y réalise les meilleures affluences de son histoire. Paradoxalement, tandis que les résultats s'améliorent, les affluences diminuent lentement. Dans les années 1980, les affluences connues sont proches des 1 000 spectateurs, voire inférieures.
Le record d'affluence à un match du club remonte au 15 mars 1976, quand 8 413 spectateurs assistent au derby contre l'Association sportive Nancy-Lorraine menée par le jeune Michel Platini. La meilleure progression se fait entre la saison 1973-1974 et la saison 1974-1975 : de 1 779 spectateurs en Division 3, on passe à 4 075 en Division 2, meilleure affluence moyenne du SA Spinalien, soit une hausse de 129 %. La plus forte baisse se fait entre la saison 1977-1978 et la saison 1978-1979 : de 3 260 spectateurs en Division 2, on passe à 2 011 en Division 3 l'année suivante.
Les affluences se rapprochent à nouveau des 2 000 spectateurs en moyenne à la fin des années 1980 et dans les années 1990, quand le club retrouve la Division 2, avec toutefois de fortes baisses lors des saisons passées en National 1 et National. Après le dépôt de bilan, le club réalise ses plus basses affluences connues ; les retours en National entraînant toutefois des regains d'intérêt pour le club.